# Gerardo I di Metz
Gerardo I di Metz (875 circa – 22 giugno 910) fu conte di Metz.

## Biografia
Era il figlio di Adalardo (850 circa – 2 gennaio 890), conte di Metz, figlio di Adalardo del Siniscalco e una figlia di Matfried II, conte di Eifel (820 circa – prima del 18 settembre 882).
Tentò, invano, di governare Lotaringia con i suoi fratelli Stefano e Matfried, conte di Eifel. Nell'897 Gerardo e i suoi fratelli entrarono in conflitto con il re Sventibaldo. Essi furono prima respinti ma poco dopo vi fu una riconciliazione. Successivamente si ribellò nuovamente e condusse una rivolta con suo fratello Matfried e nel 900 sconfisse e uccise Sventibaldo sul campo di battaglia di Susteren.
Andò in guerra nel 906, di nuovo assieme al fratello Matfried, contro il conte Corrado. Fu ucciso in una battaglia contro l'esercito bavarese il 22 giugno 910.

## Famiglia e figli
Dopo il 13 agosto 900, Gerardo sposò la vedova di Sventibaldo, Oda (880 circa – prima del 952), figlia di Ottone l'Illustre, duca di Sassonia, e di Edvige di Babenberg, ed essi ebbero:
- Wicfrido († 9 luglio 953), abate di Sant'Orsola di Colonia, poi arcivescovo di Colonia dal 924 al 953;
- Oda († prima del 18 maggio 963), sposò Gozlin, conte di Bidgau e Methingau († 942)[1];
- Una figlia dal nome sconosciuto;
- Goffredo († prima del 949), conte di Jülichgau.

Oda di Sassonia si risposò, in terze nozze, con Eberardo, conte in Oberlahngau.

## Ascendenza
|                        |   |          | Genitori |  |  | Nonni |  |  | Bisnonni             |  |  | Trisnonni           |  |
|                        |   |          |          |  |  |       |  |  | Leotardo I di Parigi |  |  | Gerardo I di Parigi |  |
|                        |   |          |          |  |  |       |  |  | Leotardo I di Parigi |  |  | Gerardo I di Parigi |  |
|                        |   | Rotrude  |          |  |  |       |  |  | Leotardo I di Parigi |  |  |                     |  |
| Adalardo il Siniscalco |   |          |          |  |  |       |  |  | Leotardo I di Parigi |  |  |                     |  |
|                        |   | Grimilde | …        |  |  |       |  |  |                      |  |  |                     |  |
|                        |   | Grimilde | …        |  |  |       |  |  |                      |  |  |                     |  |
|                        |   | Grimilde | …        |  |  |       |  |  |                      |  |  |                     |  |
| Adalardo II di Metz    |   | Grimilde |          |  |  |       |  |  |                      |  |  |                     |  |
|                        |   | …        | …        |  |  |       |  |  |                      |  |  |                     |  |
|                        |   | …        | …        |  |  |       |  |  |                      |  |  |                     |  |
|                        |   | …        | …        |  |  |       |  |  |                      |  |  |                     |  |
| …                      |   | …        |          |  |  |       |  |  |                      |  |  |                     |  |
|                        |   | …        | …        |  |  |       |  |  |                      |  |  |                     |  |
|                        |   | …        | …        |  |  |       |  |  |                      |  |  |                     |  |
|                        |   | …        | …        |  |  |       |  |  |                      |  |  |                     |  |
| Gerardo I di Metz      |   | …        |          |  |  |       |  |  |                      |  |  |                     |  |
|                        | … | …        |          |  |  |       |  |  |                      |  |  |                     |  |
|                        | … | …        |          |  |  |       |  |  |                      |  |  |                     |  |
|                        | … | …        |          |  |  |       |  |  |                      |  |  |                     |  |
| …                      | … |          |          |  |  |       |  |  |                      |  |  |                     |  |
|                        |   | …        | …        |  |  |       |  |  |                      |  |  |                     |  |
|                        |   | …        | …        |  |  |       |  |  |                      |  |  |                     |  |
|                        |   | …        | …        |  |  |       |  |  |                      |  |  |                     |  |
| …                      |   | …        |          |  |  |       |  |  |                      |  |  |                     |  |
|                        |   | …        | …        |  |  |       |  |  |                      |  |  |                     |  |
|                        |   | …        | …        |  |  |       |  |  |                      |  |  |                     |  |
|                        |   | …        | …        |  |  |       |  |  |                      |  |  |                     |  |
| …                      |   | …        |          |  |  |       |  |  |                      |  |  |                     |  |
|                        |   | …        | …        |  |  |       |  |  |                      |  |  |                     |  |
|                        |   | …        | …        |  |  |       |  |  |                      |  |  |                     |  |
|                        |   | …        | …        |  |  |       |  |  |                      |  |  |                     |  |
|                        |   | …        |          |  |  |       |  |  |                      |  |  |                     |  |